# Лебяжье (Лебяжьевский район)
Лебяжье — рабочий посёлок, административный центр Лебяжьевского района Курганской области России.

## География
Лебяжье расположено в 100 км к востоку от Кургана и связан с ним железной дорогой и федеральной автомобильной дорогой «Иртыш».

## История
Село Лебяжьевское основано в 1848 году. Прокладка железной дороги Челябинск — Омск привела к резкому экономическому подъёму края и самого села. 24 августа 1894 г. была построена станция Лебяжья-Сибирская, ставшая одним из крупных перевалочных торговых центров.
С 1945 года рабочий посёлок.

## Население
| 1939  | 1959  | 1970  | 1979  | 1989  | 2002  | 2007  | 2009  | 2010  | 2011  |
| ----- | ----- | ----- | ----- | ----- | ----- | ----- | ----- | ----- | ----- |
| 7078  | ↗8784 | ↗9062 | ↗9077 | ↘8039 | ↘6891 | ↗6911 | ↗6913 | ↘6452 | ↘6442 |
| 2012  | 2013  | 2014  | 2015  | 2016  | 2017  | 2018  | 2019  | 2020  | 2021  |
| ↘6383 | ↘6261 | ↘5987 | ↘5787 | ↘5642 | ↘5535 | ↘5496 | ↘5470 | ↘5444 | ↘5412 |